# هیرومی اوهارا
هیرومی اوهارا (انگلیسی: Hiromi Uehara؛ زادهٔ ۲۶ مارس ۱۹۷۹) موسیقی‌دان، آهنگساز سبک جاز و نوازنده پیانو اهل ژاپن است. او به‌خاطر تکنیک‌های جذاب، اجراهای زنده پرشور و ترکیبی از ژانرهای موسیقی مانند استراید، پست باپ، پراگرسیو راک، کلاسیک و فیوژن در آهنگ‌هایش شهرت دارد.
وی همچنین برندهٔ جوایزی همچون جوایز گرمی و جایزه گلد دیسک ژاپن شده‌است.